# Johann Baptist Streicher
Johann Baptist Streicher (3 tháng 1 năm 1796 tại Viên - 28 tháng 3 năm 1871 tại Viên) là một nhà chế tạo đàn piano người Áo. 

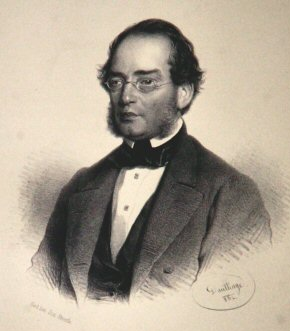
Johann Baptist Streicher (In thạch bản của Adolf Dauthage, 1862)

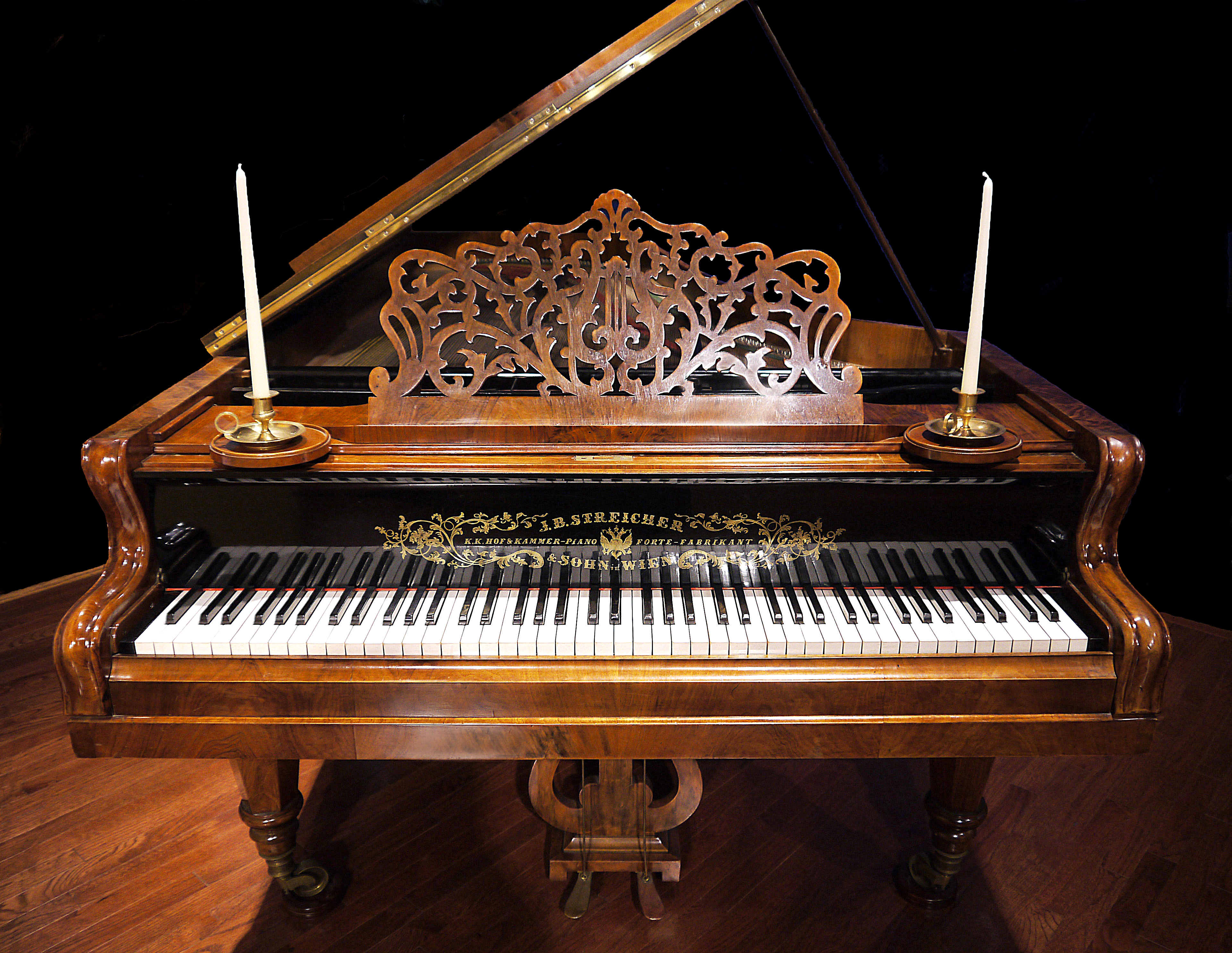
Đàn piano từ nhà máy của J. B. Streicher (Viên, 1869)

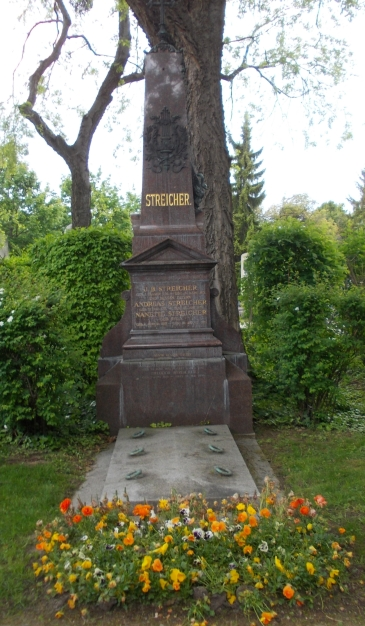
Mộ của Johann Baptist Streicher

## Cuộc đời
Ông học nghề chế tạo đàn piano từ cha mẹ mình và trở thành đối tác kinh doanh trong lĩnh vực này vào năm 1823. Nhà soạn nhạc nổi tiếng Johannes Brahms, một người yêu thích đàn piano của Streicher, đã từng nói trong lá thư của mình gửi tới nghệ sĩ piano người Đức Clara Schumann rằng "Trên nó [cây đàn của tôi], tôi luôn biết chính xác những gì tôi muốn viết và tại sao tôi muốn bằng cách này hay cách khác".
Nhà chế tạo đàn piano đương đại Paul McNulty là người làm ra bản sao đầu tiên trên thế giới của cây đàn piano Streicher năm 1868. Đó là cây đàn mà Johannes Brahms nhận được từ Streicher vào năm 1870 và giữ trong ngôi nhà của mình đến khi ông qua đời.

## Danh sách đĩa nhạc
- Boyd McDonald. Johannes Brahms. The piano Miniatures. Fortepiano 1851 Streicher
- Hardy Rittner. Johannes Brahms. Complete Piano Music. Fortepiani 1846 Bosendorfer, 1856, 1868 Streicher
- Alexandre Oguey, Neal Peres De Costa. Pastoral Fables. Works for cor anglais and pianos. Streicher (Paul McNulty)